# Aspergillus terreus
Espèce
Aspergillus terreus est une moisissure couramment utilisée dans l'industrie pour produire d'importants acides organiques, tels que l'acide itaconique et l'acide cis-aconitique. C'était aussi la première source pour la mévinoline (lovastatine), un médicament utilisé pour abaisser le taux sérique de cholestérol.
A. terreus peut causer des infections opportunistes chez les personnes immunodéficientes. 
Il est résistant à l'amphotéricine B
.
A. terreus produit également de l'acide aspterrique et de la 6-hydroxymelléine, inhibiteurs du développement du pollen chez Arabidopsis thaliana.